# Bruce Norris
Bruce Norris (Houston, 16 maggio 1960) è un drammaturgo e attore statunitense, vincitore del Premio Pulitzer.

## Biografia
Dopo la laurea alla Northwestern University, Bruce Norris ha cominciato a recitare sulle scene di Chicago, apparendo anche in alcuni film ed episodi di serie televisive. Nel 1992 fece il suo debutto come drammaturgo con la pièce The Actor Resides e nel 2010 coronò la sua carriera da scrittore per il teatro con il dramma Clybourne Park, un seguito ideologico di A Raisin in the Sun. La pièce debuttò nell'Off Broadway nel 2010 e fu riproposta a Londra nel 2011 e a Broadway nel 2012, vincendo il Premio Pulitzer per la drammaturgia, il Tony Award alla migliore opera teatrale e il Laurence Olivier Award alla migliore nuova opera teatrale.

## Filmografia

### Cinema
- Class, regia di Lewis John Carlino (1983)
- A Civil Action, regia di Steven Zaillian (1998)
- The Sixth Sense - Il sesto senso (The Sixth Sense), regia di M. Night Shyamalan (1999)
- Imaginary Heroes, regia di Dan Harris (2004)
- Love & Secrets (All Good Things), regia di Andrew Jarecki (2010)
- La foresta dei sogni (The Sea of Trees), regia di Gus Van Sant (2015)

### Televisione
- Kate e Allie (Kate & Allie) - serie TV, 1 episodio (1986)
- Law & Order - I due volti della giustizia (Law & Order) - serie TV, 1 episodio (1992)
- The Untouchable - serie TV, 1 episodio (1994)
- Squadra emergenza (Third Watch) - serie TV, 1 episodio (2001)
- Law & Order - Unità vittime speciali (Law & Order: Special Victims Unit) - serie TV, 1 episodio (2004)
- Law & Order: Criminal Intent - serie TV, 2 episodi (2004-2009)